# Казахстанско-китайские отношения
Казахстанско-китайские отношения — двусторонние дипломатические отношения между Республикой Казахстан и Китайской Народной Республикой. Дипломатические отношения между Казахстаном и КНР были установлены 3 января 1992 года. Казахстанско-китайское сотрудничество характеризуется высокой динамикой контактов на высшем и высоком уровнях и внушительной договорно-правовой базой. Стороны также поддерживают тесные контакты в межпарламентской и межпартийной сферах. В мае 2023 года подписано соглашение о безвизовом режиме между Казахстаном и Китаем. Страны являются членами ШОС.

## Посольства и консульства
В Китае кроме посольства Казахстана в Пекине (с декабря 1992 года) функционируют генеральные консульства в Гонконге (с августа 2003 года), Шанхае (с мая 2005 года) и Сиане (с марта 2023 года), а также паспортно-визовая служба в Урумчи (с марта 1995 года).
В Казахстане функционируют посольство КНР в Астане (с апрель 1992 года в Алматы, с апреля 2005 года — в Астане), генеральные консульства в Алматы (с августа 2007 года) и в Актобе (с июля 2024 года).

## История
Первый официальный визит президента Казахстана Нурсултана Назарбаева в Пекин состоялся в октябре 1993 года. В рамках визита была принята Совместная декларация об основах дружественных взаимоотношений между странами. В апреле 1994 года во время визита в Казахстан премьера Госсовета КНР Ли Пэна было подписано Соглашение о казахстанско-китайской границе. В 1995 году состоялся второй официальный визит Нурсултана Назарбаева в Китай, во время которого была принята Совместная декларация о дальнейшем развитии и углублении дружественных взаимоотношений между странами. Председатель КНР Цзян Цзэминь посетил Казахстан в июле 1996 года. В совместной декларации Нурсултан Назарбаева и Цзян Цзэминя стороны обязались соблюдать Соглашение о границе от 1994 года.
22-25 декабря 2002 года состоялся государственный визит президента Казахстана Нурсултана Назарбаева в КНР. Он провёл встречи с председателем КНР Цзян Цзэминем, председателем Постоянного комитета Всекитайского собрания народных представителей Ли Пэном, генеральным секретарём Центрального комитета Коммунистической партии Китая Ху Цзиньтао, премьером Государственного совета КНР Чжу Жунцзи. Также состоялись презентация изданной на китайском языке книги Назарбаева «Эпицентр мира», открытие казахстанско-китайского информационно-консалтингового центра, первое заседание казахстанско-китайского делового форума. Во время встречи Назарбаева с профессорско-преподавательским составом и студентами Пекинского университета ему было присвоено звание почётного доктора.
2—4 июня 2003 года состоялся государственный визит председателя КНР Ху Цзиньтао в Казахстан. Во время визита он провёл встречу с президентом Казахстана Нурсултаном Назарбаевым, премьер-министром Имангали Тасмагамбетовым, председателями обеих палат Парламента — Оралбаем Абдыкаримовым и Жармаханом Туякбаем. Ху и Назарбаев подписали Совместную декларацию, а также документы о добрососедстве, сотрудничестве с областях экономики, борьбе с терроризмом и экстремизмом, образования.
16-19 мая 2004 года состоялся государственный визит президента Казахстана Нурсултана Назарбаева в КНР. В рамках визита он провёл встречи с председателем КНР Ху Цзиньтао, председателем ПК ВСНП У Банго, премьером Государственного совета КНР Вэнь Цзябао, председателем ЦВС Цзян Цзэминем, секретарём парткома СУАР Ван Лэцюанем. Также Назарбаев принял участие в заседании Совета предпринимателей Казахстана и Китая, бизнес-конференции «Казахстан — Китай», презентации своей книги «Критическое десятилетие», церемонии открытия завода «Райымбек Фуд Синьцзян».
3-4 июля 2005 года председатель КНР Ху Цзиньтао посетил КНР с официальным визитом. Ху и Назарбаев подписали Совместную декларацию об установлении и развитии стратегического партнёрства. Стороны обсудили также планы по сооружению газопровода из Казахстана и Китай, создании Международного центра приграничного сотрудничества «Хоргос».
Действует казахстанско-китайский Комитет по сотрудничеству под сопредседательством заместителей глав правительств двух стран. В составе комитета функционируют 11 профильных подкомитетов (по торгово-экономическому сотрудничеству, по сотрудничеству в области транспорта, по сотрудничеству в области железнодорожного транспорта, по сотрудничеству между пунктами пропуска и в области таможенного дела, по научно-техническому сотрудничеству, по финансовому сотрудничеству, по энергетическому сотрудничеству, по сотрудничеству в области геологии и недропользования, по культурно-гуманитарному сотрудничеству, по сотрудничеству в области безопасности), а также Комиссия по использованию и охране трансграничных рек и Комиссия по сотрудничеству в области охраны окружающей среды.
7-10 июня 2018 года состоялся государственный визит президента Казахстана Нурсултана Назарбаева в КНР и участие в заседании Совета глав государств-членов ШОС. В ходе визита состоялись переговоры с председателем КНР Си Цзиньпином и двусторонние встречи с премьером Госсовета КНР Ли Кэцяном и председателем Постоянного комитета Всекитайского собрания народных представителей Ли Чжаньшу.
Президент Казахстана Касым-Жомарт Токаев и Председатель КНР Си Цзиньпин встречались неоднократно.
В 2023 году состоялись государственный и официальный визиты Главы государства в КНР (17-19 мая в г. Сиань, совмещенный с участием в Саммите «ЦА-КНР»; 16-18 октября в г. Пекин, совмещенный с участием в 3-м Форуме высокого уровня по международному сотрудничеству «Один пояс, один путь»).
4 ноября 2023 года в Шанхае в рамках рабочего визита Премьер-Министра РК А. Смаилова в Китай, совмещенного с его участием в церемонии открытия 6-й Китайской международной импортной выставки, состоялись переговоры с Премьером Госсовета КНР Ли Цяном .
В 2023 году Казахстан и Китай подписали соглашение о взаимном 30-дневном безвизовом режиме.
В 2024 году было открыто Генеральное консульства в Актобе.

## Торгово-экономическое сотрудничество
На протяжении последних лет Китай остается одним из крупнейших внешнеторговых партнёров Казахстана и одним из крупнейших инвесторов в республику.
С 2013 года функционирует Казахстанско-китайский Деловой совет (ККДС). В 2013—2019 гг. проведено 6 заседаний ККДС, подписано 189 коммерческих документов на общую сумму 57,68 млрд долларов.
В 2015 году был подписан Межправительственное рамочные соглашением между Республикой Казахстан и КНР об укреплении сотрудничества в области индустриализации и инвестиций. В рамках соглашения стороны обязались реализовать в Казахстане 52 совместных казахстанско-китайских проектов на сумму $ 21,1 млрд.
В 2016-м в РК было зарегистрировано 2500 предприятий с участием китайского капитала, по состоянию на 1 февраля 2017-го их количество выросло до 2783, причем 985 — сугубо китайские.
По данным Главного таможенного управления КНР, товарооборот между РК и КНР в 2017 году составил 18,0 млрд долл., увеличившись на 37,4 % по сравнению с 2016 г., в том числе экспорт РК — 6,35 млрд. (+ 32,3 %), импорт РК — 11,64 млрд долл. (+40,4 %).
По данным Комитета государственных доходов Министерства финансов РК, торговый оборот РК-КНР в январе-декабре 2017 г. составил 10,4 млрд долл. США, увеличившись на 32,6 % по сравнению с аналогичным периодом 2016 г., включая экспорт РК — 5,7 млрд долл. (+36,6 %) и импорт — 4,7 млрд долл. (+27,9 %).
По данным КГД МФ РК, по итогам 2023 года объем двусторонней торговли составил 31,5 млрд долл. (+30 %), включая экспорт РК — 14,7 млрд долл. (+12.6 %) и импорт — 16,8 млрд долл. (+50,5 %). По данным ГТУ КНР, товарооборот за 2023 год составил 41 млрд долл. (+32,2 %), в том числе экспорт РК — 16,3 млрд долл. (+9,9 %), импорт — 24,7 млрд долл. (+52,8 %).
С 2019 года начались поставки урана из Казахстана в Китай. К 2024 году до 70% всего импортного урана в Китае приходилось на Казахстан.
В 2021 году в Казахстане запустился казахстанско-китайское предприятие «Ульба-ТВС» по производству ядерного топлива с передовыми технологиями французской Framatome.
К 2022 году из 52 намеченных совместных казахстанско-китайских проектов было реализовано 25.
18 мая 2023 года в Сиане с участием Президента РК К. Токаева состоялся Казахстанско-китайский инвестиционный круглый стол, по итогам подписано 47 коммерческих документов на 22 млрд долл.
17 октября 2023 года рамках официального визита Президента РК К. Токаева в КНР подписан 31 коммерческий документ на 16,54 млрд долл.
По итогам 20-го заседания между МИД РК и ГКРР КНР (15 декабря 2023 г., г. Пекин), Перечень совместных казахстанско-китайских проектов в области индустриализации и инвестиций включает 45 проектов на общую сумму 14,5 млрд долл.
В 2024 году был открыт совместный казахстано-китайский терминал в международном порту города Сиань для развития железнодорожные перевозок в рамках инициативы «Пояс и Путь». Китай также участвует в развитии Транскаспийского международного транспортного маршрута.

## Сотрудничество в инвестиционной сфере
Еще в 1997 году в Казахстан пришла Китайская национальная нефтяная компания (CNPC), которая в последствии стала одной из крупнейших налогоплательщиков в бюджет страны. В 2004 году Китайская национальная ядерная корпорация (CNNC) подписала с НК «Казатомпром» контракт по добыче урана в стране на срок до 2020 года, который сопровождался договором о стратегической кооперации между Китаем и Казахстаном в области атомной энергетики. 
В 2012 году инвестиции КНР в Казахстане достигли 6,25 млрд долл., превысив уровень 2004 года более чем в 250 раз.
В апреле 2013 году Фонд национального благосостояния «Самрук-Казына» и Комитетом по содействию международной торговле КНР создан Казахстанско-китайский Деловой совет (ККДС). По состоянию на октябрь 2017 год проведено четыре заседания Делового совета.
В 2015 году между Министерство по инвестициям и развитию РК и Государственным комитетом по развитию и реформе КНР (ГКРР) подписано Рамочное соглашение о сотрудничестве в области индустриализации и инвестиций. Реализуется 51 проект на общую сумму 28 млрд долл. в сферах автомобилестроения, сельского хозяйства, химической, горнорудной, нефтегазовой, строительной, металлургической, легкой промышленности, выпуска минеральных удобрений, энергетики, транспорта и логистики, новых технологий.
По данным Национального банка РК, совокупный объём инвестиций КНР в РК на 31 марта 2017 года составил 15,2 млрд долл. Главными сферами инвестиций КНР в Казахстане остаются транспорт и складирование, финансовая и страховая деятельность, нефтегазовая, строительная и горнодобывающая отрасли. По состоянию на 31 марта 2017 году общий объём инвестиций РК в Китай составил 3,58 млрд долл.
8 июня 2018 года в Пекине состоялось очередное заседание Казахстанско-Китайского делового совета в рамках визита президента Республики Казахстан Н. Назарбаева в Китайскую Народную Республику. В мероприятии, организованном Комитетом по содействию международной торговле КНР совместно с АО «Самрук-Қазына», приняли участие топ-менеджеры казахстанских национальных и частных компаний и более 300 представителей китайского бизнес-сообщества, включая руководителей крупнейших госкорпораций Китая.
В 2020 году при поддержке Китая была введена первая первая фаза Жанатасской ветряной электростанции мощностью 100 МВт, которая на момент открытия стала крупнейшей в Центральной Азии.
В сентября 2023 года на полях 67-й сессии Генеральной конференции МАГАТЭ был подписан Меморандум о взаимопонимании в отношении сотрудничества между Национальным ядерным центром Республики Казахстан и Китайским институтом атомной энергии. Также между КНР и Казахстаном были достигнуты соглашения о совместном производстве ядерного топлива.

## Культурно-гуманитарное сотрудничество
При содействии Посольства и ученых двух стран на основе китайских архивных материалов и летописей изданы книги «Ежелгі үйсін елі» (2005 г.) и «Ұлы Түркі қағанаты» (2007 г.), а также 2 тома сборника факсимильных копий документов о казахстанско-китайских отношениях в период династии Цин (1644—1911 гг.).
В соответствии с меморандумом о сотрудничестве (июль 2013 г.) исследователи Института востоковедения им. Р. Сулейменова МОН РК сотрудничают с Первым историческим архивом КНР.
Действуют соглашения о взаимном признании документов о высшем образовании, функционируют институты Конфуция в городах Астана (ЕНУ), Алма-Ата (КазНУ), Караганда (КарГТУ), Актобе (АГПИ), Алма-Ата (КазУМОиМЯ). По данным от 2016 года, обучение в КНР проходило около 12 тысяч казахстанцев.
В апреле 2013 г. в Пекине впервые состоялась Неделя казахстанского кино.
5-11 ноября 2013 г. в Пекине состоялись Дни культуры Казахстана в КНР.
19 марта 2014 г. в Пекине состоялась церемония открытия памятника поэту-просветителю А. Кунанбаеву, установленного на средства сотрудников Посольства РК в КНР.
25-28 сентября 2014 г. в Астане и Алма-Ате проведены Дни культуры Китая в РК.
С 2015 г. в ВУЗах КНР (Пекин, Шанхай, Далянь, Сиань и Ханчжоу) функционируют 6 «Центров Казахстана», в которых ведется обучение китайских студентов по специальности «казахский язык и литература».
31 августа 2015 г. в ходе государственного визита президента РК Н. А. Назарбаева в КНР подписано Соглашение между Правительством РК и Правительством КНР о культурно-гуманитарном сотрудничестве.
В течение 2015—2017 гг. в университетах иностранных языков в гг. Пекин, Шанхай, Далянь и Сиань при содействии Посольства Казахстана в Китае были открыты «Центры Казахстана» и кафедры казахского языка.
В июне 2017 г. в Китае издан «Сборник избранных трудов президента Республики Казахстан Нурсултана Назарбаева» на китайском языке и книга председателя КНР Си Цзиньпина «О государственном управлении» на казахском языке.
В 2017 г. состоялся год туризма Китая в Казахстане.
7 июня 2018 г. в присутствии президента РК Н. Назарбаева и председателя КНР Си Цзиньпина был презентован первый совместный казахско-китайский кинофильм «Композитор», посвящённый дружбе двух композиторов — Сянь Синхая, оказавшегося в годы Великой Отечественной войны в Казахстане и Бахытжана Байкадамова.
Основным механизмом, координирующим взаимодействие в данной сфере, является Подкомитет по культурно-гуманитарному сотрудничеству КС РК-КНР (15-е заседание Подкомитета состоялось 19 апреля 2023 г., ВКС). В 2015 г. подписано Соглашение между Правительством РК и Правительством КНР о культурно-гуманитарном сотрудничестве.
В РК открыто 5 институтов Конфуция (Астана (ЕНУ), Алматы (КазНУ, КазГУМОиМЯ), Караганда (КарГТУ) и Актобе (АГПИ). Сейчас в Китае в очном и онлайн форматах обучается 3449, в том числе 459 по правительственному гранту КНР казахстанских студентов.
В мае 2023 г. в ходе государственного визита Главы государства в КНР, с китайской стороной подписаны Меморандум о намерениях по созданию культурных центров, Соглашение между Акиматом Восточно-Казахстанской области и Правительством г. Тяньцзинь об открытии в РК «Мастерской Лу Баня» и Соглашение между Казахским национальным университетом им аль-Фараби и Сианьским политехническим университетом об открытии в Казахстане филиала данного ВУЗа.
17 октября 2023 г. в Пекине состоялась церемония открытия бюста Абу Наср Мухаммед аль-Фараби в Пекинском университете языка и культуры.
27 ноября 2023 г. в рамках визита Заместителя премьера Госсовета КНР Дин Сюэсяна в РК подписано Межправительственное соглашение по взаимному открытию культурных центров.
В 2023 году Казахстан и Китай подписали соглашение о взаимном 30-дневном безвизовом режиме.
В 2024 оду туристический поток между двумя странами заметно увеличивался, среди прочего этому поспособствовал объявленный 2024 год «годом туризма Казахстана в Китае». Следующий, 2025 год, был объявлен «годом туризма Китая в Казахстане».
2024 год стал Годом туризма Казахстана в Китае, а 2025 год был объявлен Годом туризма Китая в Казахстане.
В мае 2025 года в рамках нового международного культурно-туристического маршрута между Китаем и странами Центральной Азии, из Сианя в Алматы прибыл туристический поезд.

## Списки послов

### Послы Казахстана в Китае
1. Мурат Мухтарович Ауэзов (декабрь 1992—1995)
2. Куаныш Султанович Султанов (1995—2001)
3. Жаныбек Салимович Карибжанов (ноябрь 2001 — январь 2007)
4. Икрам Адырбекович Адырбеков (февраль 2007 — 23 ноября 2011)
5. Нурлан Байузакович Ермекбаев (21 апреля 2012 — 19 ноября 2014)
6. Шахрат Шакизатович Нурышев (21 февраля 2015 — 1 ноября 2019)
7. Габит Бейбутович Койшыбаев (1 ноября 2019 — 8 апреля 2022)
8. Шахрат Шакизатович Нурышев (8 апреля 2022 — н. в.)

### Послы Китая в Казахстане
1. Чжан Дэгуан (апрель 1992 — август 1993)
2. Чэнь Ди (сентябрь 1993 — июль 1997)
3. Ли Хуэй (август 1997 — март 2000)
4. Яо Пэйшэн (март 2003 — сентябрь 2003)
5. Чжоу Сяопэй (сентябрь 2003 — октябрь 2005)
6. Чжан Сиюнь (ноябрь 2005 — сентябрь 2008)
7. Чжэн Гопин (сентябрь 2008 — февраль 2010)
8. Чжоу Ли (май 2010 — август 2013)
9. Ле Юйчэн (август 2013 — декабрь 2014)
10. Чжан Ханьхуэй (декабрь 2014 — апрель 2018)
11. Чжан Сяо (август 2018 — декабрь 2024)
12. Хань Чуньлинь (декабрь 2024 — н. в.)